# بادخورک چانه‌سفید
بادقپک چانه‌سفید (نام علمی: Cypseloides cryptus) نام یک گونه از سرده آوندوارها است.